# Логвіновський Віталій Степанович
Віталій Степанович Логвіновський (рос. Логвиновский Виталий Степанович; 17 березня 1941 року, хутір Шевченка, Полтавська область, УРСР — 22 серпня 2019, Калуга, Калузька область, РФ) — радянській і російський актор театру і кіно, народний артист Росії (2006 рік).

## Біографія
Народився 17 березня 1941 року на хуторі Шевченка Полтавської області.
Закінчив школу зі срібною медаллю. Мав намір поступати на конструкторське відділення Куйбишевського авіаційного інституту, але не пройшов за конкурсом.
Навчався в Целіноградському сільськогосподарському інституті, але на другому курсі перейшов в ГІТІС, який закінчив в 1965 році (педагог — М. Н. Орлова).
Працював в Павлодарському драмтеатрі (1967) та Волгоградському театрі драми.
З 1974 року — актор Калузького драматичного театру.

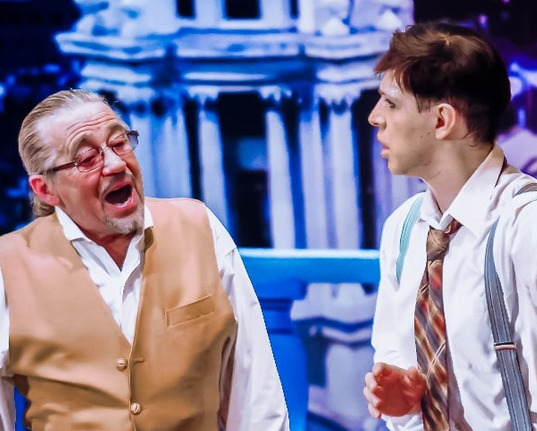
Віталій Логвіновський і Ігор Куміцкій в спектаклі Калузького обласного театру «№ 13»

Отримав Заслуженого артиста РРФСР 16 листопада 1983 року.
15 лютого 2006 року отримав звання Народного артиста РФ.
Був у шлюбі з актрисою Надією Косеновіч, з якою познайомився в Целінограді.

## Фільмографія
- 1999 — Ворошиловський стрілок — доміношник
- 2002 — Циганочка з виходом — лікар-нарколог

### Рецензії до вистав
- Владимир Андреев (3 травня 2012). Куда ты, бричка, мчишься?. Весть.
- Екатерина Зимина (28 грудня 2012). Вся жизнь — театр…. Жить хорошо. Архів оригіналу за 15 січня 2021. Процитовано 3 квітня 2021.